# وادي تثليث
وادي تثليث، هو أحد أودية شبه الجزيرة العربية، ويقع في منطقة عسير بالمملكة العربية السعودية، يبلغ طول الوادي 350 كم ومتوسط انحداره 5 م / كم. ينبع بالقرب من سراة عبيدة، ويصب في غرب وادي الدواسر. من أهم روافده وادي جاش، ووادي الثفن، ووادي طريب.
وهو من أكبر الاودية في الجزيرة العربية ويضم الكثير من القرى والهجر ويرفد له الكثير من الودية، ومن القرئ الموجوده في وادي تثليث قريه الحمضه وقرية ال حميدان الواقعة بالعماير، وقرية قراء وقرية ملحة الحباب وقرية الخنقة، وقرية الخوايس وقرية البياض وقرية مرمئ الحباب وقرية حمران وقرية الحمرة، وقرية الامواة وقرية لهو. ويضم هجر ومنها هجرة السايل وهجرة الخالديه وهناك الكثير من الهجر في وادي ثجر. هو المقصود في قصيدة قيس ابن الملوح :
خليلي ان حانت وفاتي فادفعابي النعش حتى تدفناني على ثجر

## روافد وادي تثليث من الأودية
- وادي تثليث العام
- وادي السليل من الشرق
- وادي بضى من الغرب
- * وادي لهو
- وادي الحباجية
- وادي مرابخ
- وادي جلة فرا
- وادي المواقيع
- وادي ثرار
- وادي القصب
- وادي السمرة
- وادي الغضاض
- وادي العنبرية
- وادي الثفن.[3]
- وادي الرسيل
- وادي ابن الاخضر
- وادي اللجام
- وادي السايل
- وادي ثجر
- وادي خراف
- وادي ملحة الحباب
- وادي الخنقة

وهناك الكثير من الاودية الرافده لوادي تثليث الذي يمتد من الجنوب الئ الشمال بطول 400كم، وبداية وادي تثليث من الجبل الاسود الواقع غرب ظهران الجنوب إلى دخوله في حوض وادي الدواسر

## انظر ايضاً
- تثليث
- وادي ليه (الطائف)
- وادي حنيفة

- قائمة الأودية في السعودية

## وصلات خارجية
- بادية وادي تثليث.. الماضي يتنفس تحت الخيام السود.